# ルドヴィック・フレック
ルドヴィック・フレック (Ludwik Fleck、1896年11月11日 - 1961年6月5日）は、ポーランド、イスラエルの医師、生物学者。主な業績は、ポーランド（当時）のLwówでの発疹チフスについての仕事（Rudolf Weiglと） と、1930年代に考案した概念「思考集団（Denkkollektiv)である。
「思考集団」という概念は科学哲学・科学論において重要である。のちの「パラダイムシフト」（トーマス・クーン）や「エピステーメー（知の枠組み）」（ミシェル・フーコー）と同じように、これは科学的概念がどのように変化するかを説明するのに役立つ。

## 注記
1. ↑  T Tansey (2014) Typhus and tyranny, Nature 511(7509), 291.